# Neckera cryptotheca
Neckera cryptotheca là một loài rêu trong họ Neckeraceae. Loài này được (Hampe) Müll. Hal. mô tả khoa học đầu tiên năm 1850.